# یواس‌اس روزولت (دی‌دی‌جی-۸۰)
یواس‌اس روزولت (دی‌دی‌جی-۸۰) (به انگلیسی: USS Roosevelt (DDG-80)) یک کشتی است که طول آن ۵۰۹ فوت ۶ اینچ (۱۵۵٫۳۰ متر) می‌باشد. این کشتی در سال ۱۹۹۹ ساخته شد.